# 扎斯塔瓦M53通用機槍
M53通用機槍是第二次世界大戰後由南斯拉夫的扎斯塔瓦武器公司（現屬塞爾維亞）生產的德國MG42通用機槍仿制品，就連採用的子彈都是德式7.92×57毫米毛瑟彈，所以不論在子彈動能和射程方面都和MG42通用機槍一樣，只是改用了彈性系數較低的複進簧令其射速由MG42通用機槍的1,200發/分鐘減少至800發/分鐘。

## 實戰
M53一直作為南斯拉夫人民軍的制式通用機槍，亦被多次用於南斯拉夫內戰及多場在巴爾幹半島發生的衝突。20世紀80年代，伊拉克也從南斯拉夫購買了一批M53用於兩伊戰爭。後來，M53更參與了海灣戰爭和伊拉克戰爭。

## 使用國家
- 南斯拉夫社會主義聯邦共和國
- 賽普勒斯
- 伊拉克
- 蒙特內哥羅
- 北馬其頓
- 塞爾維亞
- 斯洛維尼亞
- 乌克兰

## 外部連結
- 槍炮世界關於MG42和M53 （页面存档备份，存于）